# لي كام واه
لي كام واه (مواليد 14 مايو 1940) هو ملاكم هونغ كونغي، مثّل بلاده في الألعاب الأولمبية الصيفية 1964.

## روابط خارجية
لي كام واه على موقع أوليمبيديا (الإنجليزية)